# Qüestió de Mossul
La qüestió de Mossul fou un conflicte que va enfrontar entre 1922 i 1926 a Turquia i la Gran Bretanya i l'Iraq per la sobirania del Vilayat de Mossul.

## Antecedents
Quan el 30 d'octubre de 1918 es va signar l'armistici de Mudros que va posar fi a la I Guerra Mundial per part de l'Imperi Otomà, Mossul encara estava sota control otomà. El dia 3 de novembre de 1918 els britànics van seguir avançant i el 5 o 6 de novembre dominaven la ciutat. Mossul va restar sota l'autoritat militar britànica. El 10 de gener del 1919 es va establir l'administració provisional (civil) britànica de l'Iraq que va incloure Mossul.
El 23 de maig de 1919 el cap kurd Sheikh Mahmud Barzani que des de l'1 de desembre de 1918, amb suport britànic, havia assolir el govern (hikimdar) de Sulaymaniya, dins el wilayat de Mossul, es va rebel·lar i va proclamar l'estat independent del Kurdistan o Sulaymaniya, però els britànics van ocupar la ciutat de Sulaymaniya el 17 de juny de 1919 i el van deposar.
L'abril de 1920 la Societat de Nacions li va confiar el mandat de l'Iraq a la Gran Bretanya i el 24 d'abril de 1920 Mossul fou declarat part del territori del mandat. Pel tractat de Sevres de 10 d'agost de 1920 els otomans van cedir Mossul als aliats. L'1 d'octubre de 1920 va assolir el poder a l'Iraq un alt comissari, Sir Percy Zachariah Cox (1864 - 1937) que l'11 de novembre de 1920 va proclamar un consell d'estat àrab dirigit per Saiyid Abdul Rahman al-Haydari al-Gaylani (1841 - 1927) per exercir les funcions de govern provisional, però del que quedava exclòs el wilayat de Mossul, que restava sota control de l'autoritat britànica a l'Iraq representada per l'alt comissari.

## El conflicte
El desembre de 1920 els britànics van nomenar un mutaserrif a Mossul, i el febrer de 1921 un a Kirkuk i van conservar l'administració directa de l'agitada Sulaymaniya on els kurds tenien la seva major força. La situació es va deteriorar: a l'Iraq una revolta tribal es queixava de la separació de Mossul; els kurds reclamaven l'estat kurd que se'ls havia promés; i els nacionalistes otomans, que guanyaven poder a Turquia, reclamaven la restitució a Turquia del wilayat.
L'1 de febrer de 1922 tropes nacionalistes turques van entrar a territori de Mossul. Davant l'amenaça turca, els britànics van decidir nomenar a Sheikh Mahmud Barzani com a governador de Sulaymaniya i l'1 de setembre de 1922 el van instal·lar i van evacuar la zona. Mahmud va formar un govern l'1 d'octubre de 1922 i es va proclamar rei el 18 de novembre. La bandera de l'estat (fins al juny de 1919) i del regne de Kurdistan o Sulaymaniya fou la que utilitzaven els kurds des del segle xix: verde amb un disc vermell al centre dins del qual una mitja lluna amb les puntes orientades al vol.
El 16 de maig de 1923 els britànics van ocupar altre cop Sulaymaniya, però la van haver d'evacuar el 17 de juny següent per l'amenaça turca i Mahmnud que no era gaire lluny, hi va tornar a entrar l'11 de juliol de 1923. Els turcs es van retirar finalment el 23 de juliol de 1923 a una línia provisional i l'endemà es va signar el tractat de Lausana (24 de juliol de 1923) i l'afer es va traslladar a la Societat de Nacions que va crear una comissió.
La conferència de Lausana (novembre de 1922-febrer de 1923) va tenir com un dels punts central la qüestió de Mossul, i després del tractat de Lausana l'afer de Mossil es va seguir tractant en converses directes a Constantinoble el maig i juny de 1924.
Finalment, les forces iraquianes van ocupar Sulaymaniya el 19 de juliol de 1924 i el govern del Kurdistan va quedar dissolt de facto; el setembre de 1924 els turcs van creuar la línia provisional i van obligar a milers d'assiris a refugiar-se fora de la zona en litigi. Les dues parts van signar un acord el 30 de setembre de 1924) que establia com a límit l'anomenada línia de Brussel·les proposada per la Societat de Nacions i que anava del riu Hazil al riu Khabur creuant després les muntanyes al nord de la vall del Gran Zab i seguint a l'est cap a la frontera de Pèrsia (Iran).

## Solució
Després de nombrosos incidents fronterers durant els seguentes dos anys, incloent la deportació de milers de cristians que vivien a la zona de frontera cap a Anatòlia, finalment Turquia va reconèixer la pertinença de Mossul a l'Iraq el 13 de gener de 1926, i es va signar el tractat d'Ankara el 5 de juny de 1926 (signataris, Iraq, Gran Bretanya i Turquia) pel qual Mossul quedava inclosa de dret en el mandat de l'Iraq i en el regna de l'Iraq. Els límits de la frontera foren fixats l'estiu del 1927.